# Mohamed Kamel Amr

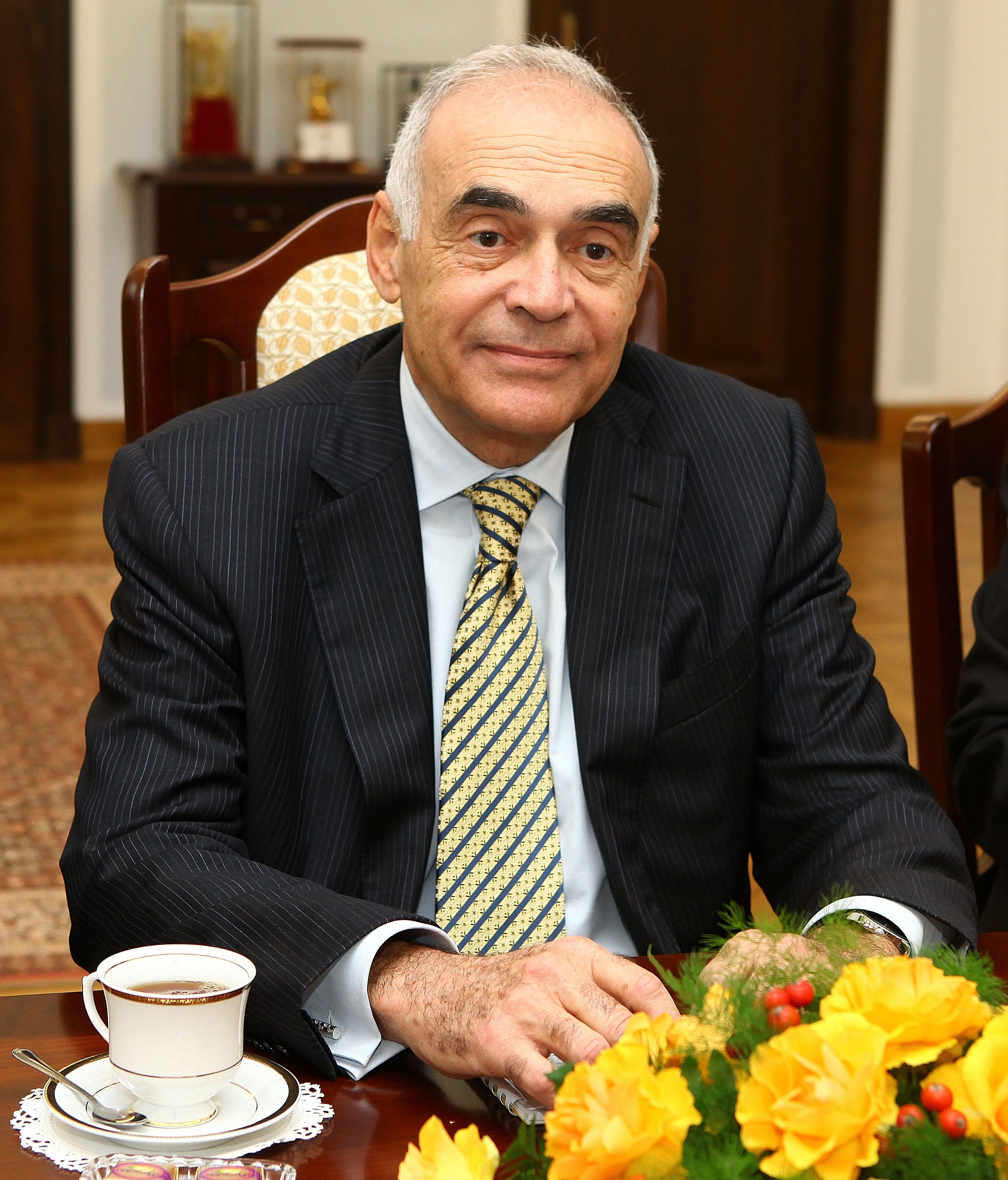
Mohamed Kamel Amr (2011)

Mohamed Kamel Amr (arabisch محمد کامل عمرو, DMG Muḥammad Kāmil ʿAmr, * 1. Dezember 1942 in Kairo, Ägypten) ist ein ägyptischer Diplomat und Politiker.
Amr, von 1995 bis 1997 Botschafter Ägyptens in Saudi-Arabien, war seit dem 18. Juli 2011 Außenminister seines Landes, zunächst in der Regierung von Essam Scharaf, dann in der Regierung Ministerpräsident Kamal al-Ganzuris vom 7. Dezember 2011 und vom 2. August 2012 bis zu seinem Rücktritt am 30. Juni 2013 im Kabinett Kandil von Ministerpräsident Hescham Kandil. Sein Nachfolger im Amt wurde Nabil Fahmi.